# ساعة الصفر (فلم)
ساعة الصفر هو فيلم دراما مصري من إخراج حسين حلمي المهندس وبطولة رشدي أباظة، سامية جمال، ناهد شريف، مريم فخر الدين، صلاح نظمي وتوفيق الدقن، صدر الفيلم في 24 يناير 1972.

## نبذه
(سيف) ضابط شرطة يطارد عصابات تهريب الجواهر إلى الخارج، وفي أثناء إحدى المطاردات يقتل أحد رجال العصابة فيحاكم، ويفصل من الخدم. تطلب منه عصابة (مراد) العمل معها فيوافق، ويذهب إلى لبنان لإتمام إحدى الصفقات، وتتم العملية. تتشكك العصابة في (سيف) وأنه لايزال يعمل مع الشرطة، فتخطف ابنه كرهينة، للقيام بإحدى عمليات تبديل العملات لحساب العصابة وتتوالى الأحداث في جو مثير.

## وصلات خارجية
- مقالات تستعمل روابط فنية بلا صلة مع ويكي بيانات